# Persepolis (film)
Persepolis este un film biografic de animație pentru adulți, scris și regizat de Marjane Satrapi și Vincent Paronnaud. Bazat pe romanul grafic autobiografic cu același nume al lui Satrapi., povestea urmărește drumul spre maturizare al unei tinere fete, pe fundalul Revoluției Iraniene. Titlul face referire la orașul istoric Persepolis.
Filmul, o coproducție internațională între Franța și Statele Unite, a avut premiera la Festivalul de Film de la Cannes din 2007, unde a câștigat Premiul Juriului, alături de Silent Light. A fost lansat în Franța și Belgia pe 27 iunie 2007, câștigând laude universale din partea criticilor. Filmul a fost selectat ca film francez la categoria Cel mai bun film străin și a fost nominalizat la cea de-a 80-a ediție a Premiilor Oscar, făcând-o pe Satrapi prima femeie nominalizată la această categorie.

## Rezumat
Pe aeroportul Orly din Paris, Marjane „Marji” Satrapi se pregătește să se îmbarce într-un avion spre Teheran, dar se răzgândește în ultimul moment. Își petrece întreaga zi la aeroport, reflectând asupra vieții sale înainte de plecarea în Franța.
În timpul revoluției iraniene din 1979 împotriva șahului Iranului, familia lui Marji, din clasa de mijloc superioară, participă la mitinguri, deși ei i se interzice să participe. Unchiul lui Marji, Anouche, vine la cină după eliberarea din închisoare, inspirându-i-le pe Marji povești despre viața sa în fuga de guvern. Șahul este detronat și încep alegerile pentru o nouă putere conducătoare; fundamentaliștii islamici câștigă alegerile și impun o lege islamică strictă, forțând femeile să se îmbrace „modest” și să poarte batic. Anouche este arestat din nou și executat pentru convingerile sale politice. În timp, mulți iranieni fug în străinătate.
Izbucnește războiul Iran-Irak, iar guvernul iranian le ia și mai multe libertăți sociale. Unchiul lui Marji, Taher, suferă un atac de cord și trebuie să meargă în Anglia pentru o operație, dar doar cei aprobați de Consiliul de Sănătate pot părăsi țara. Când mătușa lui Marji cere permisiunea, descoperă că directorul spitalului este fostul ei spălător de geamuri, care este incompetent și supus religiei. Marji și tatăl ei îl vizitează pe Khosro pentru un pașaport fals. Khosro o adăpostește pe Niloufar, o femeie căutată pentru convingerile sale comuniste. Când Niloufar este prinsă și executată, iar Khosro fuge. Taher moare după aceea.
Pe măsură ce crește, Marji cumpără muzică heavy metal pe piața neagră și poartă haine occidentale. Când respinge minciunile unui profesor despre abuzurile guvernului, este exmatriculată. Temându-se să nu fie arestată, părinții ei o trimit la un liceu francez din Viena să locuiască cu cea mai bună prietenă a mamei sale. Marjane este trimisă mai târziu să locuiască într-un internat cu călugărițe catolice. Marji își face puțini prieteni și se simte izolată. După ce insultă o călugăriță, este dată afară. Se mută din casă în casă până când închiriază o cameră de la Dr. Frau Schloss, o fostă profesoară cu o personalitate instabilă.
Într-o noapte, în timp ce pleacă de la o petrecere, unde minte despre faptul că este franceză, Marji aude vocea bunicii sale spunându-i să rămână fidelă ei însăși. Dezvoltă o relație cu Markus, dar aceasta se termină după ce îl prinde înșelând-o cu o altă femeie. Schloss o acuză pe Marji de furt, iar Marji este nevoită să plece. Își petrece ziua pe o bancă în parc, reflectând asupra acțiunilor sale și realizând că nu are unde să se ducă. După ce trăiește pe stradă câteva luni, contractează bronșită și aproape moare. Se trezește într-un spital vienez, unde i se permite să dea un telefon acasă.
Marji se întoarce în Iran cu speranțele familiei sale că sfârșitul războiului le va îmbunătăți viața. Devine deprimată și încearcă să se sinucidă cu o supradoză de medicamente. Visează că-l întâlnește pe Dumnezeu, care insistă că timpul ei nu s-a terminat. Trezită din depresie, merge la universitate și începe să se întâlnească cu colegul său de clasă Reza.
În timp ce îl așteaptă pe Reza afară, Marji minte un ofițer de poliție pentru a evita arestarea pentru machiaj, spunând că un bărbat din apropiere, care o privea cu ochi mari, i-a făcut comentarii indecente. Bunica ei este dezamăgită și îi spune că atât bunicul, cât și unchiul ei au murit pentru libertate și că nu ar trebui să-și sacrifice niciodată integritatea. Marji ține un discurs în timpul orelor, contestând dublul standard sexist din forumul universității despre moralitate publică, dar familiile lui Marji și ale lui Reza sunt amendate când cei doi sunt prinși ținându-se de mână în public. Marji și Reza se căsătoresc, dar divorțează un an mai târziu.
Poliția fundamentalistă percheziționează o petrecere la care participă Marji. Femeile sunt reținute, în timp ce bărbații fug peste acoperișuri. Una dintre femei, Nima, cade și moare. Marji decide să părăsească din nou Iranul. Înainte de a pleca, vizitează mormintele bunicului și unchiului ei. Mama ei îi interzice să se întoarcă, iar bunica ei moare la scurt timp după plecarea ei.
În prezent, la Orly, Marji se urcă într-un taxi. În timp ce acesta părăsește aeroportul, șoferul o întreabă de unde vine. Ea răspunde: „Iran”. Își amintește de ultima amintire legată de bunica ei.

## Distribuție
- Chiara Mastroianni în rolul lui Marjane
- Catherine Deneuve în rolul mamei

##### Versiunea franceză
- Danielle Darrieux în rolul bunicii
- Simon Abkarian în rolul tatălui
- Gabriele Lopes [fr] în rolul copilului
- Marjane François Jerosme [fr] în rolul unchiului Anouche

#### Versiunea engleză
- Gena Rowlands în rolul bunicii
- Sean Penn în rolul tatălui
- Amethyste Frezignac în rolul copilului
- Marjane Iggy Pop în rolul unchiului Anouche

## Producție

### Cinematografie
Filmul este prezentat în stilul alb-negru al romanelor grafice originale. Satrapi explică într-un materialul bonus pe DVD că acest lucru a fost făcut pentru ca locul și personajele să nu arate ca străini într-o țară străină, ci pur și simplu ca oameni dintr-o țară, pentru a arăta cât de ușor poate o țară să devină ca Iranul. Scenele actuale sunt prezentate în culori, în timp ce secțiuni ale narațiunii istorice seamănă cu un spectacol de teatru de umbre. Designul a fost creat de directorul artistic și producătorul executiv Marc Jousset. Animația este atribuită studioului Perseprod și a fost creată de două studiouri specializate, Je Suis Bien Content și Pumpkin 3D.

### Animație și design
Scris și regizat de Marjane Satrapi și Vincent Paronnaud, filmul a fost produs de 20 de animatori. Inițial opunându-se producției unui film de animație din cauza nivelului ridicat de dificultate, producătorii Marc-Antoine Robert și Xavier Regault i-au oferit protagonistei Satrapi diverse opțiuni pentru a evita animația. Robert a spus: „Cunosc destul de bine noua generație de artiști francezi de benzi desenate și mă tem de cea a lui Marjane. M-am oferit să-i scriu un scenariu original, pentru că nu voiam deloc să lucrez la un film de animație! ... Știam cât de complicat era.” În cele din urmă, producătorii au urmat dorințele lui Satrapi și s-au concentrat pe interpretarea poveștii sale de viață așa cum este descrisă în romanul său Persepolis. „Cu acțiune live, s-ar fi transformat într-o poveste despre oameni care trăiesc într-o țară îndepărtată și care nu arată ca noi”, a spus Satrapi. „În cel mai bun caz, ar fi fost o poveste exotică, iar în cel mai rău caz, o poveste «din lumea a treia».”
Echipa de animație a lucrat alături de Satrapi pentru a înțelege în detaliu tipurile de imagini grafice pe care le considera necesare pentru acuratețe. Urmând instrucțiunile ei, animatorii, precum Marc Jousset, au comentat utilizarea „tehnicilor de animație tradiționale” solicitate de Satrapi pentru a păstra desenele simple și a evita „tehnicile mai avansate” care „ar părea demodate”. Viziunea lui Satrapi, potrivit lui Jousset, a implicat o mare concentrare pe imperfecțiunile fizice naturale și umane ale personajelor.
În etapele inițiale de producție, echipa de animație a încercat să utilizeze tehnici de imagine 2D „pe tablete cu stilou”, dar a fost imediat nemulțumită de produs din cauza lipsei de definiție, a spus Jousset. Aplicarea unor tehnici tradiționale simple precum hârtia și cerneala în producție i-a permis lui Satrapi să utilizeze metode cu care era familiarizată. Drept urmare, Satrapi a creat o reprezentare pe care a recunoscut-o ca fiind propria sa lucrare și, prin urmare, propria sa poveste. Satrapi, împreună cu regizorul și echipa de animație, au ales în mod deliberat alb-negru ca și culori dominante ale filmului, pentru a continua pe calea tehnicilor tradiționale de animație. În ciuda simplității sale, membri ai echipei de animație, precum Jousset, au discutat despre modul în care alb-negrul face imperfecțiunile mai evidente: „Folosirea doar a alb-negrului într-un film de animație necesită multă disciplină. Din punct de vedere tehnic, nu poți face nicio greșeală... se vede imediat pe marele ecran”. Pe lângă afișarea culorilor, echipa de animație a lucrat în mod special la tehnici care imitau stilurile caricaturiștilor japonezi, cunoscute sub numele de manga, și le-au tradus în propriul lor stil, „un stil specific, atât realist, cât și matur. Fără bluf, fără trucuri, nimic prea elaborat”. Potrivit lui Jousset, „Marjane avea un mod de lucru destul de neobișnuit... Marjane insista să fie filmată jucând toate scenele... a fost o sursă excelentă de informații pentru animatori, oferindu-le o abordare precisă a modului în care ar trebui să lucreze”. Având în vedere acest lucru, animatorii au comentat despre greutățile imense cu care s-au confruntat atunci când au creat fiecare imagine din „1.200 de cadre” prin perspectiva lui Satrapi, deoarece, deși „desenele lui Marjane păreau foarte simple și grafice... sunt foarte dificil de lucrat pe ele deoarece există atât de puține semne de identificare. Desenele realiste necesită o precizie remarcabilă”.
În ciuda dificultăților în lucrul cu animația, hotărârea lui Satrapi de a realiza filmul i-a motivat pe animatori să termine fiecare imagine grafică cu o acuratețe maximă. Urmărirea unui stil mai tradițional de imagini grafice a fost dificilă nu numai în ceea ce privește desenul, ci și în ceea ce privește găsirea unei echipe care să deseneze imaginile, deoarece animatorii tradiționali „abia mai există în Franța”. Cu un grup de peste 100 de persoane, animatorul Pascal Chevé a confirmat varietatea stilurilor aduse de fiecare membru al echipei: „Un animator se va concentra mai mult pe încercarea de a face personajul să se miște în mod corect. Animatorii asistenți vor pune apoi ultimele retușuri desenelor pentru a se asigura că acestea sunt fidele originalului. Apoi, intervine echipa de «urmărire» și lucrează la fiecare desen cu... un marker, pentru a se asigura că acestea sunt în concordanță cu linia care se desfășoară pe tot parcursul filmului”.
Deși a fost dificil să se realizeze desene animate realiste, Jousset a spus că cea mai mare provocare a fost respectarea termenelor și a bugetului de „6 milioane de euro, ceea ce este rezonabil pentru un film 2D realizat în Franța”, dar că „cred că punctul culminant al faptului că a fost o poveste adevărată, că personajul principal a lucrat cu tine, că un film de animație a tratat o problemă actuală și că a fost destinat adulților a fost extrem de interesant pentru echipă”.

## Recunoaștere

#### Aprecieri critice
Pe site-ul agregator de recenzii Rotten Tomatoes, filmul are o rată de aprobare de 96%, bazată pe 164 de recenzii, cu o evaluare medie de 8,2/10. Consensul criticilor site-ului web spune: „Persepolis este o bijuterie autobiografică puternică emoțional și captivantă dramatic, iar imaginile simple alb-negru ale filmului sunt eficiente și îndrăznețe”. Metacritic, care folosește o medie ponderată, a atribuit filmului un scor de 90 din 100, bazat pe 31 de critici, indicând „apreciere universală”.
Roger Ebert de la Chicago Sun-Times a acordat filmului patru stele din patru, scriind că, deși animația sa alb-negru „poate suna spartană”, este „surprinzător de captivantă” și că povestea lui Satrapi este spusă „cu grijă, dragoste și stil deosebit”. El a adăugat: „În timp ce atât de multe filme despre maturizare implică dileme fabricate, iată unul despre o femeie care într-adevăr se maturizează, și asta într-un mod magnific.”
Richard Corliss de la Time a clasat filmul pe locul șase în lista sa cu „Top 10 filme” din 2007, numindu-l „o poveste despre maturizare care reușește să fie atât sfâșietoare, cât și exuberantă”.
Filmul a fost clasat pe locul 58 în topul „Cele mai bune 100 de filme ale cinematografiei mondiale” al revistei Empire în 2010. În 2024, Looper l-a clasat pe locul 30 în lista sa cu „Cele mai bune 50 de filme PG-13 din toate timpurile”, scriind: „Adaptarea unui roman grafic într-un lungmetraj poate fi o experiență dulce-amăruie, deoarece adesea aceste proprietăți sunt traduse în filme cu acțiune reală care șterg ilustrațiile distinctive desenate manual ale materialului sursă. Din fericire, autoarea Marjane Satrapi își adaptează opera Persepolis într-un film cu același nume prin animație desenată manual, care menține imaginile minunat idiosincratice ale operei sale originale.”

#### Reacții internaționale
Filmul a atras plângeri din partea guvernului iranian. Chiar înainte de debutul său la Festivalul de Film de la Cannes din 2007, Fundația Iran Farabi, având conexiuni cu guvernul, a trimis o scrisoare ambasadei Franței din Teheran în care se menționa: „Anul acesta, Festivalul de Film de la Cannes, într-un act neconvențional și nepotrivit, a ales un film despre Iran care a prezentat o față nerealistă a realizărilor și rezultatelor glorioasei Revoluții Islamice în unele dintre părțile sale.” În ciuda acestor obiecții, autoritățile culturale iraniene au cedat în februarie 2008 și au permis proiecții limitate ale filmului la Teheran, deși șase scene au fost cenzurate din cauza conținutului sexual.
În iunie 2007, filmul a fost eliminat din programul Festivalului Internațional de Film de la Bangkok. Directorul festivalului, Chattan Kunjara na Ayudhya, a declarat: „Am fost invitat de ambasada Iranului să discutăm această chestiune și am ajuns la un acord reciproc că ar fi benefic pentru ambele țări dacă filmul nu ar fi proiectat” și „Este un film bun din punct de vedere artistic, dar trebuie să luăm în considerare și alte probleme care ar putea apărea aici”.
Filmul „Persepolis” a fost inițial interzis în Liban, după ce unii clerici l-au considerat „ofensator pentru Iran și Islam”. Interdicția a fost ulterior revocată în urma unui val de indignare apărut în cercurile intelectuale și politice libaneze.

#### Controverse
Pe 7 octombrie 2011, filmul a fost difuzat la postul de televiziune privat tunisian Nessma. A doua zi, s-a format o demonstrație care a mărșăluit spre post. Principalul partid islamic din Tunisia, Ennahda, a condamnat demonstrația. Nabil Karoui, proprietarul postului Nessma TV, a fost judecat la Tunis sub acuzația de „încălcare a valorilor sacre” și „tulburare a ordinii publice”, a fost găsit vinovat și obligat să plătească o amendă de 2.400 de dinari (1.700 USD; 1.000 GBP), o pedeapsă mult mai blândă decât se prevedea. Amnesty International a declarat că procedurile penale împotriva lui Karoui reprezintă un afront la adresa libertății de exprimare.

## Premii
- Premiul Juriului la Festivalul de film de la Cannes, 2008
- Premiul Special al Juriului la Cinemanila International Film Festival, 2008
- „Marele premiu” al festivalului la London Film Festival, 2008
- „Cel mai bun film într-o limbă străină” la São Paulo International Film Festival, 2008
- „Cel mai popular film internațional”  la Vancouver International Film Festival, 2008

#### Nominalizări
- Nominalizat pentru Palme d'Or la Cannes 2008
- Nominalizat pentru Premiul Globul de Aur pentru cel mai bun film într-o limbă străină în 2008
- Nominalizat pentru „Cel mai bun film” la European Film Awards, 2008
- Nominalizat pentru „Cel mai bun film străin” la Premiile Oscar, 2008